# دانيال ليفيت
دانيال ليفيت (بالإنجليزية: Daniel Leavitt)‏ هو مخترع أمريكي، ولد في 16 نوفمبر 1813 في Rye, New Hampshire ‏ في الولايات المتحدة، وتوفي في 27 يوليو 1859 في شيكوبي في الولايات المتحدة.